# ICAO aerodromski kodovi
ICAO kodovi zračnih luka ili pokazivač lokacije je četveroslovni alfanumerički kod koji označava pojedinačno svaku zračnu luku širom svijeta. Kodove je definirala Organizacija međunarodnog civilnog zrakoplovstva a objavljeni su u "ICAO dokumentu 7910: Lokacijski pokazatelji". 
ICAO kodovi se koriste u kontroli zračnog prometa i u planiranju leta zrakoplovnih prijevoznika. Različiti su od IATA kodova kojima se susreće javnost a koriste se za red letenja, rezervacije i prijevoz prtljage. Na primjer, putnici koji koriste Zračnu luku Dubrovnik će najvjerojatnije biti upoznati s IATA kodom: DBV. Manje je vjerojatno da će poznavati ICAO kod: LDDU. 
ICAO kodovi koriste se i za identifikaciju drugih lokacije, kao što su meteorološke postaje, letačkih servisnih informacija ili oblasnih kontrola leta bez obzira nalazili se oni na zračnoj luci ili ne. 

## Struktura
Za razliku od IATA kodova, ICAO kodovi imaju regionalni oblik (dodijeljeni su po regijama svijeta), opsežni su i nema dvostrukih. Općenito, prvo slovo je dodijeljeno po kontinentima i predstavlja zemlju ili skupinu zemalja unutar tog kontinenta. Drugo slovo uglavnom predstavlja zemlju u toj regiji a preostala dva se koriste za identifikaciju svake zračne luke. Izuzetak ovom pravilu su veće zemlje koje imaju jednoslovne kodove zemalja a preostala tri slova identificiraju zračnu luku. U oba slučaja, za razliku od IATA kodova, ICAO kodovi pružaju geografski kontekst. Koristeći raniji primjer Zračne luke Dubrovnik s ICAO kodom LDDU, može se zaključiti da je zračna luka LDZA negdje u Hrvatskoj (Zračna luka „Franjo Tuđman”). S druge strane znajući da je SPU IATA kod za Zračnu luku Split, lokaciju za SPJ ( Zračna luka Sparti u Grčkoj) nije moguće s većom sigurnošću odrediti.
Slova I, J i X se trenutno ne koriste kao prvo slovo bilo kojeg ICAO koda. 
U većini slučajeva zračnim lukama SAD-a i Kanade dodijeljeni su troslovni IATA kodovi koji su identični ICAO kodovima, s prefiksom K za SAD (IAD i KIAD (Zračna luka Washington Dulles, Washington, D.C. / Virginia, SAD)) ili C za Kanadu (YYC i CYYC (Zračna luka Calgary - Calgary, Alberta, Kanada). Ovi kodovi se ne smiju miješati s radio ili televizijskim pozivnim oznakama, niti onda kada dvije zemlje koriste iste četveroslovne oznake. 
Kako Aljaska, Havaji i SAD imaju svoje dvoslovne ICAO prefikse, situacija je slična kao i u drugim manjim zemljama i ICAO kodovi njihovih zračnih luka se u pravilu razlikuju od pripadajućih troslovnih FAA / IATA oznaka; na primjer: Zračna luka Hilo na Havajima (PHTO / ITO) i Zračna luka Juneau na Aljaski (PAJN / JNU). 
U regiji L (južna Europa) iskorišteni su svi dvoslovni prefiksi i ne mogu se uvesti dodatne zemlje.  
ZZZZ je poseban kod koji se koristi kada ne postoji ICAO oznaka zračne luke te se obično koristi u planu leta.

## Prefiksi
| Prefiks kod | Zemlja                                                                                       |
|             | A – Zapadni Južni Pacifik                                                                    |
| ----------- | -------------------------------------------------------------------------------------------- |
| AG          | Salomonovi Otoci                                                                             |
| AN          | Nauru                                                                                        |
| AY          | Papua Nova Gvineja                                                                           |
|             | B - Island/Grenland i Kosovo                                                                 |
| BG          | Grenland                                                                                     |
| BI          | Island                                                                                       |
| BK          | Kosovo (također LY Srbija)                                                                   |
|             | C - Kanada                                                                                   |
| C           | Kanada                                                                                       |
|             | D – Zapadna Afrika                                                                           |
| DA          | Alžir                                                                                        |
| DB          | Benin                                                                                        |
| DF          | Burkina Faso                                                                                 |
| DG          | Gana                                                                                         |
| DI          | Obala Bjelokosti                                                                             |
| DN          | Nigerija                                                                                     |
| DR          | Niger                                                                                        |
| DT          | Tunis                                                                                        |
| DX          | Togo                                                                                         |
|             | E – Sjeverna Europa                                                                          |
| EB          | Belgija                                                                                      |
| ED          | Njemačka (civilni)                                                                           |
| EE          | Estonija                                                                                     |
| EF          | Finska                                                                                       |
| EG          | Ujedinjeno Kraljevstvo                                                                       |
| EH          | Nizozemska                                                                                   |
| EI          | Irska                                                                                        |
| EK          | Danska                                                                                       |
| EL          | Luksemburg                                                                                   |
| EN          | Norveška                                                                                     |
| EP          | Poljska                                                                                      |
| ES          | Švedska                                                                                      |
| ET          | Njemačka (military)                                                                          |
| EV          | Latvija                                                                                      |
| EY          | Litva                                                                                        |
|             | F - Južna Afrika                                                                             |
| FA          | Južna Afrika                                                                                 |
| FB          | Bocvana                                                                                      |
| FC          | Republika Kongo                                                                              |
| FD          | Esvatini                                                                                     |
| FE          | Srednjoafrička Republika                                                                     |
| FG          | Ekvatorska Gvineja                                                                           |
| FH          | Otok Ascension                                                                               |
| FI          | Mauricijus                                                                                   |
| FJ          | Britanski indijskooceanski teritoriji                                                        |
| FK          | Kamerun                                                                                      |
| FL          | Zambija                                                                                      |
| FM          | Komori, Madagaskar, Mayotte, Réunion                                                         |
| FN          | Angola                                                                                       |
| FO          | Gabon                                                                                        |
| FP          | Sveti Toma i Princip                                                                         |
| FQ          | Mozambik                                                                                     |
| FS          | Sejšeli                                                                                      |
| FT          | Čad                                                                                          |
| FV          | Zimbabve                                                                                     |
| FW          | Malavi                                                                                       |
| FX          | Lesoto                                                                                       |
| FY          | Namibija                                                                                     |
| FZ          | Demokratska Republika Kongo                                                                  |
|             | G – Sjevernozapadna Afrika                                                                   |
| GA          | Mali                                                                                         |
| GB          | Gambija                                                                                      |
| GC          | Kanari (Španjolska)                                                                          |
| GE          | Ceuta i Melilla (Španjolska)                                                                 |
| GF          | Sijera Leone                                                                                 |
| GG          | Gvineja Bisau                                                                                |
| GL          | Liberija                                                                                     |
| GM          | Maroko                                                                                       |
| GO          | Senegal                                                                                      |
| GQ          | Mauritanija                                                                                  |
| GS          | Zapadna Sahara                                                                               |
| GU          | Gvineja                                                                                      |
| GV          | Zelenortska Republika                                                                        |
|             | H – Sjevernoistočna Afrika                                                                   |
| HA          | Etiopija                                                                                     |
| HB          | Burundi                                                                                      |
| HC          | Somalija (uključujući i Somaliland)                                                          |
| HD          | Džibuti (također HF)                                                                         |
| HE          | Egipat                                                                                       |
| HF          | Džibuti (također HD)                                                                         |
| HH          | Eritreja                                                                                     |
| HK          | Kenija                                                                                       |
| HL          | Libija                                                                                       |
| HR          | Ruanda                                                                                       |
| HS          | Sudan                                                                                        |
| HT          | Tanzanija                                                                                    |
| HU          | Uganda                                                                                       |
|             | K - SAD (osim Aljaske i Havaja)                                                              |
| K           | Pogranične države SAD-a                                                                      |
|             | L - Južna Europa, Izrael i Turska                                                            |
| LA          | Albanija                                                                                     |
| LB          | Bugarska                                                                                     |
| LC          | Cipar                                                                                        |
| LD          | Hrvatska                                                                                     |
| LE          | Španjolska                                                                                   |
| LF          | Francuska, uključujući Sveti Petar i Mikelon                                                 |
| LG          | Grčka                                                                                        |
| LH          | Mađarska                                                                                     |
| LI          | Italija                                                                                      |
| LJ          | Slovenija                                                                                    |
| LK          | Češka                                                                                        |
| LL          | Izrael                                                                                       |
| LM          | Malta                                                                                        |
| LN          | Monako                                                                                       |
| LO          | Austrija                                                                                     |
| LP          | Portugal, uključujući Azore                                                                  |
| LQ          | Bosna i Hercegovina                                                                          |
| LR          | Rumunjska                                                                                    |
| LS          | Švicarska                                                                                    |
| LT          | Turska                                                                                       |
| LU          | Moldova                                                                                      |
| LV          | Palestinski teritorij                                                                        |
| LW          | Republika Makedonija                                                                         |
| LX          | Gibraltar                                                                                    |
| LY          | Srbija i Crna Gora                                                                           |
| LZ          | Slovačka                                                                                     |
|             | M - Centralna Amerika i Meksiko                                                              |
| MB          | Otoci Turks i Caicos                                                                         |
| MD          | Dominikanska Republika                                                                       |
| MG          | Gvatemala                                                                                    |
| MH          | Honduras                                                                                     |
| MK          | Jamajka                                                                                      |
| MM          | Meksiko                                                                                      |
| MN          | Nikaragva                                                                                    |
| MP          | Panama                                                                                       |
| MR          | Kostarika                                                                                    |
| MS          | Salvador                                                                                     |
| MT          | Haiti                                                                                        |
| MU          | Kuba                                                                                         |
| MW          | Kajmanski otoci                                                                              |
| MY          | Bahami                                                                                       |
| MZ          | Belize                                                                                       |
|             | N - Južni Pacifik                                                                            |
| NC          | Kukovi otoci                                                                                 |
| NF          | Fidži, Tonga                                                                                 |
| NG          | Kiribati (Otoci Gilbert), Tuvalu                                                             |
| NI          | Niue                                                                                         |
| NL          | Wallis i Futuna                                                                              |
| NS          | Samoa, Američka Samoa                                                                        |
| NT          | Francuska Polinezija                                                                         |
| NV          | Vanuatu                                                                                      |
| NW          | Nova Kaledonija                                                                              |
| NZ          | Novi Zeland, Antartika                                                                       |
|             | O - Jugozapadna Azija (osim Izraela i Turske), Afganistan i Pakistan                         |
| OA          | Afganistan                                                                                   |
| OB          | Bahrain                                                                                      |
| OE          | Saudijska Arabija                                                                            |
| OI          | Iran                                                                                         |
| OJ          | Jordan i Zapadna obala                                                                       |
| OK          | Kuvajt                                                                                       |
| OL          | Libanon                                                                                      |
| OM          | Ujedinjeni Arapski Emirati                                                                   |
| OO          | Oman                                                                                         |
| OP          | Pakistan                                                                                     |
| OR          | Irak                                                                                         |
| OS          | Sirija                                                                                       |
| OT          | Katar                                                                                        |
| OY          | Jemen                                                                                        |
|             | P - Istočni Sjeverni Pacifik                                                                 |
| PA          | samo Aljaska                                                                                 |
| PB          | Otok Baker                                                                                   |
| PC          | Kiribati (Zrakoplovno pristanište Canton, Otoci Phoenix)                                     |
| PF          | Fort Yukon, Alaska                                                                           |
| PG          | Guam, Sjevernomarijanski otoci                                                               |
| PH          | samo Havaji                                                                                  |
| PJ          | Atol Johnston                                                                                |
| PK          | Maršalovi Otoci                                                                              |
| PL          | Kiribati (Ekvatorski otoci)                                                                  |
| PM          | Atol Midway                                                                                  |
| PO          | Oliktok Point, Aljaska                                                                       |
| PP          | Point Lay, Alaska                                                                            |
| PT          | Savezne Države Mikronezije, Palau                                                            |
| PW          | Otok Wake                                                                                    |
|             | R - Zapadni Sjeverni Pacific                                                                 |
| RC          | Kina (Tajan)                                                                                 |
| RJ          | Japan (većina zemalja)                                                                       |
| RK          | Južna Koreja                                                                                 |
| RO          | Japan (Prefectura Okinava i Yoron)                                                           |
| RP          | Filipini                                                                                     |
|             | S - Južna Amerika                                                                            |
| SA          | Argentina                                                                                    |
| SB          | Brazil (također SD, SI, SJ, SN, SS i SW)                                                     |
| SC          | Čile                                                                                         |
| SD          | Brazil (također SB, SI, SJ, SN, SS i SW)                                                     |
| SE          | Ekvador                                                                                      |
| SF          | Falklandski Otoci                                                                            |
| SG          | Paragvaj                                                                                     |
| SI          | Brazil (također SB, SD, SJ, SN, SS i SW)                                                     |
| SJ          | Brazil (također SB, SD, SI, SN, SS i SW)                                                     |
| SK          | Kolumbija                                                                                    |
| SL          | Bolivija                                                                                     |
| SM          | Surinam                                                                                      |
| SN          | Brazil (također SB, SD, SI, SJ, SS i SW)                                                     |
| SO          | Francuska Gvajana                                                                            |
| SP          | Peru                                                                                         |
| SS          | Brazil (također SB, SD, SI, SJ, SN i SW)                                                     |
| SU          | Urugvaj                                                                                      |
| SV          | Venezuela                                                                                    |
| SW          | Brazil (također SB, SD, SI, SJ, SN i SS)                                                     |
| SY          | Gvajana                                                                                      |
|             | T - Karibi                                                                                   |
| TA          | Antigva i Barbuda                                                                            |
| TB          | Barbados                                                                                     |
| TD          | Dominika                                                                                     |
| TF          | Gvadalupa                                                                                    |
| TG          | Grenada                                                                                      |
| TI          | Američki Djevičanski otoci                                                                   |
| TJ          | Portoriko                                                                                    |
| TK          | Sveti Kristofor i Nevis                                                                      |
| TL          | Sveta Lucija (država)                                                                        |
| TN          | Nizozemski Antili, Aruba                                                                     |
| TQ          | Angvila                                                                                      |
| TR          | Montserrat                                                                                   |
| TT          | Trinidad i Tobago                                                                            |
| TU          | Britanski Djevičanski otoci                                                                  |
| TV          | Sveti Vincent i Grenadini                                                                    |
| TX          | Bermudi                                                                                      |
|             | U - Rusija i bivši Sovjetski Savez                                                           |
| U           | Rusija (osim UA, UB, UD, UG, UK, UM i UT)                                                    |
| UA          | Kazahstan, Kirgistan                                                                         |
| UB          | Azerbajdžan                                                                                  |
| UD          | Armenija                                                                                     |
| UG          | Gruzija                                                                                      |
| UK          | Ukrajina                                                                                     |
| UM          | Bjelorusija i Kalinjingrad, Rusija                                                           |
| UT          | Tadžikistan, Turkmenistan, Uzbekistan                                                        |
|             | V - Južna Azija (osim Afganistana i Pakistana), kopno Jugoistočne Azije, Hong Konga i Macaua |
| VA          | Indija (zapadna zona, Mumbai Centar)                                                         |
| VC          | Šri Lanka                                                                                    |
| VD          | Kambodža                                                                                     |
| VE          | Indija (Istočna zona, Kalkuta centar)                                                        |
| VG          | Bangladeš                                                                                    |
| VH          | Hong Kong, Kina                                                                              |
| VI          | Indija (Sjeverna zona, Delhi centar)                                                         |
| VL          | Laos                                                                                         |
| VM          | Makao, Kina                                                                                  |
| VN          | Nepal                                                                                        |
| VO          | Indija (Južna zona, Chennai centar)                                                          |
| VQ          | Butan                                                                                        |
| VR          | Maldivi                                                                                      |
| VT          | Tajland                                                                                      |
| VV          | Vijetnam                                                                                     |
| VY          | Mjanma                                                                                       |
|             | W - Obalna jugoistočna Azija (osim Filipina)                                                 |
| WA          | Indonezija (također WI, WQ i WR)                                                             |
| WB          | Malezija (Istočna Malezija), Brunej                                                          |
| WI          | Indonezija (također WA, WQ i WR)                                                             |
| WM          | Malezija (Malezijski poluotok)                                                               |
| WP          | Istočni Timor (također WO)                                                                   |
| WQ          | Indonezija (također WA, WI i WR)                                                             |
| WR          | Indonezija (također WA, WI i WQ)                                                             |
| WS          | Singapur                                                                                     |
|             | Y - Australija                                                                               |
| Y           | Australija                                                                                   |
|             | Z - Istočna Azija (osim Hong Konga, Japana, Macaua, Južne Koreje i Tajvana)                  |
| Z           | Kina (osim ZK i ZM)                                                                          |
| ZK          | Sjeverna Koreja                                                                              |
| ZM          | Mongolija                                                                                    |

## External links
- ICAO On-line Publications Purchasing (službena stranica)
- International Civil Aviation Organization (službena stranica)
- ICAO airport codes worldwide, by country  Arhivirana inačica izvorne stranice od 26. rujna 2007. (Wayback Machine)
- Airport IATA/ICAO Designator / Code Database Search (sa središnje web stranice s kodovima Zračnih luka, redovno obnavljanje podatakafrom)